# Dongosaro
Dongosaro, ook Dongosaru, is de hoofdplaats van de Palause staat Sonsorol. Het dorp is gelegen aan de westzijde van het hoofdeiland Sonsorol in de Sonsoroleilanden en telt circa 30 inwoners (2009), ofwel ongeveer driekwart van de bevolking van de staat. 
Dongosaro is het enige dorp op het eiland. Daar de Zuidwesteilanden in het geheel niet over een luchthaven beschikken, geschiedt vervoer vanuit de rest van het land en naar de overige eilanden in de staat uitsluitend per boot.

Eilanden: Merir · Pulo Anna · Sonsoroleilanden (Fana · Sonsorol)

Plaatsen: Dongosaro · Melieli · Puro
Airai · Dongosaro · Hatohobei · Imeong · Kayangel · Kloulklubed · Koror · Melekeok · Mengellang · Mongami · Ngaramasch · Ngatpang Village · Ngchesar Hamlet · Ngercheluuk · Ulimang · Urdmang